# 호콘 3세
호콘 3세(노르웨이어: Haakon III, 1180년 ~ 1204년 1월 1일) 또는 호콘 스베레손(노르웨이어: Håkon Sverresson, 고대 노르드어: Hákon Sverrisson)은 노르웨이의 국왕(재위: 1202년 3월 9일 ~ 1204년 1월 1일)이다. 스베리르 가 출신이다.

## 생애
스베레 시구르손 국왕의 아들로 태어났다. 1202년 3월 9일 스베레 시구르손이 사망하면서 노르웨이의 국왕으로 즉위했지만 노르웨이 동부를 지배하던 귀족들, 왕족들과 대립했다.
1204년 1월 1일에 반대파에 의해 암살당했으며 노르웨이의 왕위는 구토름 시구르손이 승계받았다.
| 전임 스베레 시구르손 | 노르웨이의 국왕 1202년 3월 9일 ~ 1204년 1월 1일 | 후임 구토름 시구르손 |